# 安特里夫塔尔
安特里夫塔尔是德国黑森州的一个市镇。总面积26.59平方公里，总人口1983人，其中男性1007人，女性976人（2011年12月31日），人口密度75人/平方公里。